# Acropsopilio australicus
Espèce
Acropsopilio australicus est une espèce d'opilions dyspnois de la famille des Acropsopilionidae.

## Distribution
Cette espèce est endémique du Queensland en Australie. Elle se rencontre vers la forêt d'État d'Emu Vale sur le mont Bald.

## Description
La femelle holotype mesure 1,25 mm de long et 0,75 mm de large.

## Systématique et taxinomie
Cette espèce a été décrite par Cantrell en 1980.

## Étymologie
Son nom d'espèce lui a été donné en référence au lieu de sa découverte, l'Australie.

## Publication originale
- Cantrell, 1980 : « Additional Australian harvestmen (Arachnida: Opiliones). » Journal of the Australian Entomological Society, vol. 19, p. 241–253.